# Kota Ueda
Kota Ueda (født 9. maj 1986) er en japansk fodboldspiller, som spiller for den japanske fodboldklub Fagiano Okayama.